# Greystones
Greystones (irl. Na Clocha Liatha) – nadmorskie miasto w hrabstwie Wicklow w Irlandii, położone ok. 27 km na południe od Dublina.